# Kroatiska nationalteatern i Zagreb
Kroatiska nationalteatern i Zagreb (kroatiska: Hrvatsko narodno kazalište u Zagrebu), vanligen kallad HNK Zagreb, är en teater, opera- och baletthus i Kroatiens huvudstad Zagreb. Den ägs och drivs av det kroatiska kulturdepartementet och är Kroatiens nationalscen för opera och balett.
Den Kroatiska nationalteatern i Zagreb är en av sex nationalteatrar i Kroatien. De övriga fem ligger i Split, Rijeka, Osijek, Varaždin och Zadar.

## Historia
Teatern utvecklades ur den första stadsteatern som uppfördes 1836 och var inrymt i en utbyggnad till det gamla stadshuset i Övre staden. 1860 fick den nationalteaterstatus och 1895 flyttade den till den nya teaterbyggnaden som hade uppförts vid Teatertorget (nuvarande Marskalk Titos torg) i Donji grad (Nedre staden). 
Den Kroatiska nationalteatern i Zagreb invigdes den 14 oktober 1895 av den österrikisk-ungerska kejsaren  Frans Josef I.

## Arkitektur
Byggnaden projekterats av den wienska arkitektbyrån Fellner & Helmer som vid tiden stod bakom uppförandet av flera teatrar och operahus i Europa, däribland operan i Graz och Theater an der Wien.  
Vid ingången av teatern ligger den berömda väggfontänen Livets källa, utformad 1905 av den kroatiska konstnären och skulptören Ivan Meštrović.

## Kultur
Många av Kroatiens främsta artister har arbetat på teatern. Ivan Zajc var nationalteaterns första ledare. Jakov Gotovac var teaterns operadirigent 1923-1958. Den berömda kroatiska regissören Branko Gavella började sin karriär här liksom den första kroatiska prima ballerinan Mia Čorak Slavenska.
Teatern har också sett många internationella artister, däribland Franz Liszt, Sarah Bernhardt, Franz Lehár, Richard Strauss, Gerard Philipe, Vivien Leigh, Laurence Olivier, Jean-Louis Barrault, Peter Brook, Mario del Monaco och José Carreras.